# Punta de Yásenskaya
La punta de Yásenskaya (del ruso: Ясенская коса) es un cordón litoral arenoso de origen aluvial situado en la costa del golfo Yásenski de la orilla oriental del mar de Azov, que separa el limán del Beisug, la desembocadura de los ríos Chelbas y Beisug del mar. Administrativamente pertenece al raión de Primorsko-Ajtarsk del krai de Krasnodar de Rusia.
Surge desde Morozovski 14 km limán adentro, hacia el norte, llegando casi a cerrar el limán frente a Yasénskaya Pereprava: Su área más ancha mide alrededor de 3 km. Al crecimiento activo de la punta en dirección norte contribuyen los vientos en dirección oeste y sudoeste, que refuerzan la corriente marina de sur a norte. Así los flujos dl agua marina trasladan una gran cantidad de roca con conchas y arena que se asientan progresivamente en el extremo norte. 